# Microdaceton exornatum

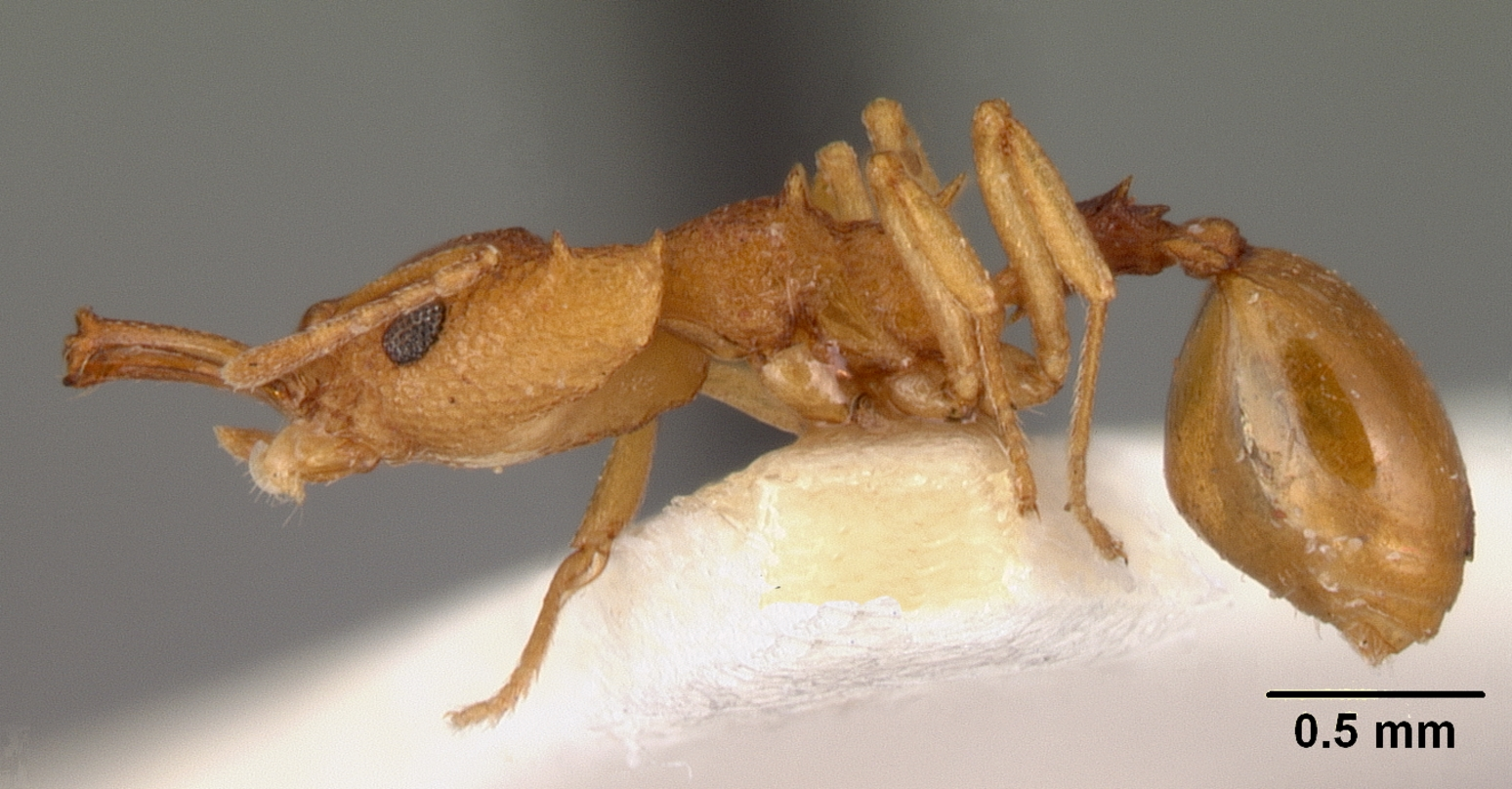
Microdaceton exornatum

Microdaceton exornatum  (лат.)— вид тропических муравьёв рода Microdaceton трибы Attini (ранее в Dacetini) из подсемейства Myrmicinae (Formicidae).

## Распространение
Афротропика: Восточная и Южная Африка (Замбия, Зимбабве, Кения, ЮАР).

## Описание
Мелкого размера, длиной около 3—4 мм. Окраска жёлтая. Длина головы 0,79—1,00 мм (ширина — 0,76—0,94 мм). Голова сердцевидная с длинными мандибулами, заканчивающимися 3 апикальными зубцами и раскрывающимися на 170 градусов. Жвалы сравнительно короче (процентное соотношение длин жвал и головы MI = 55—61), чем у других видов рода (у Microdaceton tibialis MI =63—69). Скапус также сравнительно короче (процентное соотношение длин скапуса и головы SI = 66—70), чем у других видов рода (у Microdaceton tibialis SI =75—81). Усиковые бороздки на голове отсутствуют. Усики 6-члениковые, нижнечелюстные щупики из 3, а нижнегубные из 2 члеников. Специализированные охотники на коллембол. Типовой вид рода Microdaceton, включённого в общую родовую группу вместе с австралийскими родами Colobostruma, Mesostruma и Epopostruma). Ранее, внутри трибы Dacetini (позднее Daceton genus-group в составе Attini) эта группа известна как подтриба Epopostrumiti.